# East Greenbush (Nowy Jork)
East Greenbush – miasto w Stanach Zjednoczonych, w stanie Nowy Jork, w hrabstwie Rensselaer.